# Jim Dowd (homme politique)
Pour les articles homonymes, voir James Dowd.
James Patrick Dowd, dit Jim Dowd, né le 5 mars 1951, est un homme politique britannique membre du Parti travailliste. Il est député de 1992 à 2017, d'abord pour Lewisham West puis de 2010 à 2017 pour Lewisham West et Penge.

## Jeunesse
Jim Dowd grandit à Lewisham, Londres, avec un père irlandais et une mère allemande. Il fait ses études aux écoles primaires de Dalmain à Forest Hill ; la Sedgehill Comprehensive School, Catford, et la London Nautical School, Lambeth. Il commence sa carrière dans l'ingénierie téléphonique en tant qu'apprenti en 1967 à la General Post Office (GPO). Après son apprentissage, il devient directeur en 1972 dans une station-service Heron pendant un an avant de rejoindre Plessey comme ingénieur en télécommunications en 1973, où il reste jusqu'à son élection à la Chambre des communes.
Dowd est élu conseiller dans l'arrondissement londonien de Lewisham en 1974, devenant leader adjoint en 1984 pendant deux ans. Il est deux fois maire adjoint en 1987 et 1990, et maire de Lewisham en 1992. Il quitte le conseil en 1994.
Dowd se présente pour la première fois au Parlement aux élections générales de 1983 pour le siège de Beckenham, terminant à la troisième place derrière le député conservateur sortant Philip Goodhart par 17 330 voix. Aux élections générales de 1987, il se présente au siège marginal de Lewisham West, mais est battu par John Maples par 3 772 voix.

## Carrière parlementaire
Aux élections générales de 1992, Dowd se présente à nouveau à Lewisham West et bat Maples par 1 809 voix. Il prononce son premier discours à la Chambre des communes le 10 juin 1992.
Jim Dowd est nommé whip de l'opposition en 1994, avant de devenir le porte-parole pour l'Irlande du Nord en 1995. Après l'élection du gouvernement travailliste aux élections générales de 1997, il obtient une place dans le gouvernement Blair en tant que whip. Il est limogé de façon inattendue après les élections générales de 2001 et devient membre du Health Select Committee et maintient un dossier de vote fortement conforme aux politiques gouvernementales. En juin 2012, Dowd rejoint le comité spécial de la science et de la technologie.
En 2005, il est impliqué dans une confrontation houleuse au Parlement avec son collègue député travailliste Bob Marshall-Andrews au sujet du projet de loi sur le terrorisme. Il est vice-président du groupe parlementaire multipartite sur la propriété intellectuelle.
Il soutient Owen Smith dans la tentative ratée de remplacer Jeremy Corbyn lors de l'élection à la direction du Parti travailliste en 2016.

## Vie privée
Il s'intéresse à la musique, au théâtre et à la lecture, et aime voyager en Cornouailles. Sa partenaire Janet Anderson est l'ancienne députée travailliste de Rossendale et Darwen.